# Ivan Silva i Alberola
Ivan Silva i Alberola   (Barcelona, 12 de juny de 1982) és un pilot de motociclisme català. Ha corregut per a Ducati com a pilot de proves al Campionat del Món en categoria MotoGP i competeix també en categoria Extreme al Campionat d'Espanya, havent estat enquadrat dins l'equip de Luis D'Antin. El 2011 en guanyà el títol estatal, tot pilotant una Kawasaki.
La temporada de 2012 va tornar al mundial, on competí a la categoria de MotoGP.

## Trajectòria
Silva guanyà el Campionat d'Espanya en la categoria de Supersport l'any 2003. Més tard, feu aparicions ocasionals com a pilot substitut en curses de MotoGP. Després de córrer-hi el 2005, va córrer a Donington Park i a Brno el 2006 amb l'equip D'Antin, atès que el seu pilot habitual, Alex Hofmann, va passar a l'equip oficial de Ducati com a company de Sete Gibernau.
Malgrat haver-se proposat esdevenir oficial de cara al 2007, Silva va romandre com a pilot provador. Competí, però, una altra vegada per a l'equip a Brno substituint un lesionat Hofmann. Aleshores declarà: «Estic content de tenir la possibilitat de córrer en MotoGP una altra vegada, especialment aquest any en què tenim a la nostra disposició els millors pneumàtics i la millor moto del moment». Malauradament, la seva actuació no estigué a l'altura de les expectatives (acabà el darrer als entrenaments i a la qualificació, mentre Casey Stoner ocupava la pole position amb la mateixa moto).
El 2006 competí també en la ronda del Campionat del Món de Superbike de Qatar amb l'equip La Glisse, acabant setè en la cursa que completà.

## Resultats al Mundial de motociclisme[1]
| Any   | Categoria | Moto    | Curses | Victòries | Podi | Pole | Fast lap | Punts | Posició |
| ----- | --------- | ------- | ------ | --------- | ---- | ---- | -------- | ----- | ------- |
| 1998  | 250cc     | Honda   | 1      | 0         | 0    | 0    | 0        | 0     | -       |
| 1999  | 250cc     | Honda   | 1      | 0         | 0    | 0    | 0        | 0     | -       |
| 2001  | 250cc     | Honda   | 1      | 0         | 0    | 0    | 0        | 0     | -       |
| 2004  | 250cc     | Aprilia | 1      | 0         | 0    | 0    | 0        | 0     | -       |
| 2006  | MotoGP    | Ducati  | 3      | 0         | 0    | 0    | 0        | 0     | -       |
| 2007  | MotoGP    | Ducati  | 1      | 0         | 0    | 0    | 0        | 0     | -       |
| 2012  | MotoGP    | BQR-FTR | 16     | 0         | 0    | 0    | 0        | 12    | 23è     |
| 2012  | MotoGP    | BQR     | 16     | 0         | 0    | 0    | 0        | 12    | 23è     |
| 2013  | MotoGP    | FTR     | 1      | 0         | 0    | 0    | 0        | 0     | -       |
| Total |           |         | 25     | 0         | 0    | 0    | 0        | 12    |         |